# Carácter de Dirichlet
En teoría de números, los caracteres de Dirichlet son un cierto tipo de funciones aritméticas que derivan de caracteres completamente multiplicativos sobre las unidades {\displaystyle \mathbb {Z} /k\mathbb {Z} }. Los caracteres de Dirichlet son usados para definir las Funciones L de Dirichlet, las cuales son funciones meromorfas, con una variedad interesante de propiedades analíticas. 
Si {\displaystyle \chi } es un carácter de Dirichlet, se define su serie L de Dirichlet de la siguiente manera:
{\displaystyle L(\chi ,s)=\sum _{n=1}^{\infty }{\frac {\chi (n)}{n^{s}}}}
donde s es un número complejo con la parte real > 1. Por continuación analítica, esta función puede ser extendida a una función meromorfa en todo el plano complejo. Las funciones L de Dirichlet son generalizaciones de la función zeta de Riemann y aparecen en la hipótesis generalizada de Riemann.
Los caracteres de Dirichlet y sus L-series fueron introducidos por Johann Peter Gustav Lejeune Dirichlet, en 1831, con el fin de demostrar el teorema de Dirichlet sobre primos en progresiones aritméticas. Sólo los estudió para s reales y sobre todo cuando s  tiende a 1. La extensión de estas funciones a  s  complejos en el completo plano complejo fue obtenida por  Bernhard Riemann  en 1859.

## Definición axiomática
Un carácter de Dirichlet es cualquier función χ de números enteros a números complejos con las siguientes propiedades:
1. Existe un entero positivo k tal que χ(n) = χ(n + k) para todo n.
2. Si mcd (n,k) > 1 entonces χ(n) = 0; si mcd(n,k) = 1 entonces χ(n) ≠ 0.
3. χ(mn) = χ(m)χ(n) para todo los enteros m y n.

Estas consecuencias son importantes:
Por la propiedad  3), χ(1)=χ(1×1)=χ(1)χ(1); puesto que mcd(1, k) = 1,  por la propiedad 2) se tiene que χ(1) ≠ 0, así que 
4. χ(1) = 1.
Las propiedades 3) y 4) muestran que cada carácter es completamente multiplicativo. 
La propiedad 1) dice que un carácter es periódico con periodo k; se dice que χ es un carácter  según el modulus k. Esto es equivalente a decir que
5. Si a ≡ b (mod k) entonces χ(a) = χ(b).
Si el mcd(a,k) = 1, el teorema de Euler dice que aφ(k) ≡ 1 (mod k) (donde φ(k) es la función φ de Euler).  Por lo tanto, por 5) y 4), χ(aφ(k)) = χ(1) = 1, y por 3), χ(aφ(k)) =χ(a)φ(k). Así que  
6. Para todo a primo relativo con k, χ(a) es una φ(k)-ésima raíz de la unidad compleja.
El único carácter de periodo 1 se llama carácter trivial. Nótese que cualquier carácter se anula en 0 excepto el carácter trivial, el cual es 1 para todos los enteros. 
Un carácter es llamado principal si éste da el valor 1 para argumentos que sean coprimos con sus módulos y que de otra manera sean 0. Un carácter es llamado real si toma valores reales únicamente. Un carácter que no es real es denominado complejo.
El signo de un carácter χ depende de su valor en −1. Específicamente, se dice que χ es impar si χ(−1) = −1 y par si χ(−1) = 1.